# Харченко, Алексей Григорьевич
Алексе́й Григо́рьевич Ха́рченко  (род. 1 октября 1985, Владивосток) — российский спидвейный гонщик. Мастер спорта.  Чемпион России среди юниоров в личном зачёте, чемпион России в командном зачёте. Бронзовый призёр Чемпионата Европы среди пар.

## Биография
Родился 1 октября 1985 года во Владивостоке.

## Клубная карьера

### В России
В 11 лет под руководством отца – Григория Харченко, известного советского и российского спидвейного гонщика – стал заниматься спидвеем, в 2000 году пересел на полноценный 500-кубовый спидвейный мотоцикл.
В сезонах 2002 и 2003 выступал в составе клуба «Восток» из Владивостока.
Однако на следующий год в клубе разразился конфликт – Григорий Харченко и Аркадий Кононец решили создать во Владивостоке альтернативную команду «Приморье» (Алексей Харченко, Григорий Лагута, Максим Кононец и др.), однако их заявка принята не была. В результате Алексей был вынужден пропустить сезон в России.
Однако «Приморье» всё-таки провело полноценный сезон в  чемпионате 2005. В сезоне-2006 клуб провел лишь 2 гонки до официального снятия  с чемпионата. Оба этих сезона Алексей Харченко провёл в «Приморье», причём в 2006 году сумел победить в Личном чемпионате среди юниоров (в 2005 Алексей остановился в шаге от подиума).
После сезона 2006 перед спортсменом встала проблема выбора клуба для продолжения карьеры – Алексею поступили предложения от многих клубов российской лиги, однако выбран был «Салават» . Тем не менее, гонщик не провёл ни одной гонки за салаватский клуб, а по ходу сезона перебрался в «Лукойл» . С клубом из Октябрьского был подписан контракт и на сезон-2008, однако «Лукойл», подобно «Приморью», также снялся с чемпионата ещё до начала официального сезона.
Соответственно, гонщик вновь был вынужден искать клуб. Было принято предложение родного для Алексея «Востока», в котором спортсмен и провёл сезоны 2008-2016.
В 2008 году гонщик завоевал первую европейскую медаль – бронзу Чемпионата Европы среди пар совместно с Ренатом Гафуровым и Романом Поважным. Алексей появился в гонке 1 раз, придя к финишу четвёртым.
Наивысшим достижением Алексея в личном чемпионате страны стало 4-е в место в 2009 году, когда он лишь в дополнительном заезде отдал бронзу Эмилю Сайфутдинову.

### В Европе
В Польше дебютировал в 2006 году в клубе первой польской лиги «Грудзендз», куда гонщика порекомендовал легионер «Приморья» Томаш Байерски.
Несмотря на предложения клубов экстралиги, в 2007 году Алексей остался в 1ПЛ, подписав двухлетний контракт с «Люблином», однако так ни разу и не появился в его составе на матчах.
Перед сезоном-2008 «Люблин» из-за финансовых проблем снялся с чемпионата, соответственно, Алексей перестал быть связанным контрактом. Выбор гонщика пал на «Спидвей Ровно» (2ПЛ). В сезонах 2009-2011 Алексей выступал также в клубах 2ПЛ: за «Полонию» (позже «Викторию») из Пилы (2009-2010 и 2013), «Островию» (2011), «Рыбник» (2012).

## Среднезаездный результат
| Лига        | 2002         | 2003         | 2004 | 2005           | 2006             | 2007         | 2008         | 2009            | 2010            | 2011           | 2012         | 2013           | 2014         | 2015         | 2016         |
| ----------- | ------------ | ------------ | ---- | -------------- | ---------------- | ------------ | ------------ | --------------- | --------------- | -------------- | ------------ | -------------- | ------------ | ------------ | ------------ |
| Флаг России | 0,357 Восток | 1,125 Восток | -    | 1,842 Приморье | (2,636) Приморье | 1,842 Лукойл | 1,433 Восток | 2,000 Восток    | 2,406 Восток    | 2,130 Восток   | 1,605 Восток | 1,462 Восток   | 1,870 Восток | 1,000 Восток | 1,167 Восток |
| (I)         | -            | -            | -    | -              | 1,271 Грудзендз  | -            | -            | -               | -               | -              | -            | -              | -            | -            | -            |
| (II)        | -            | -            | -    | -              | -                | -            | 1,286 Ровно  | 1,860 Полония П | 2,080 Полония П | 1,644 Островия | 1,174 Рыбник | 0,333 Виктория | -            | -            | -            |

## Достижения
| - Чемпионат России по спидвею среди юниоров: в личном зачёте — 1 место (2006) в командном зачёте — 2 место (2003) - Чемпионат России по спидвею в командном зачёте — 3 место (2003, 2012), 2 место (2008, 2009, 2011, 2013? 2014), 1 место (2010, 2015, 2016) в парном зачёте — 2 место (2010, 2011), 3 место (2016) - Чемпионат Башкортостана среди юниоров (Октябрьский) — 2 место (2007) - Мемориал Игоря Марко (Салават) — 3 место (2007) - Мемориал Александра Баскакова (Салават) — 3 место (2007) - Мемориал Йозефа Кампера (Начбах) — 2 место (2011), 3 место (2013) - Мемориал Ади Функа (Мурек)— 1 место (2013, парные) - Кубок Владивостока по ледогари — 1 место (2013) | На международных соревнованиях Юниорские соревнования ЛЧЕЮ — не участвовал КЧЕЮ — не участвовал ЛЧМЮ — не участвовал КЧМЮ — 3 место в полуфинале (2005), 3 место в полуфинале (2006) Взрослые соревнования ЛЧЕ — 7 место в полуфинале (2008), 9 место в полуфинале (2010), 5 место в полуфинале, неучастие в финале из-за травмы (2011) ПЧЕ — 3 место (2007 – участвовал только в полуфинале – 3 место), 3 место (2008) , 3 место (2011 - участвовал только в полуфинале - 1 место) КЕЧ — не участвовал КЧМ —не участвовал ЛЧМ — не участвовал Гран-При Челлендж 2012 — 14 место в четвертьфинале Гран-При Челлендж 2013 — 16 место в четвертьфинале |  |